# Válvula borboleta

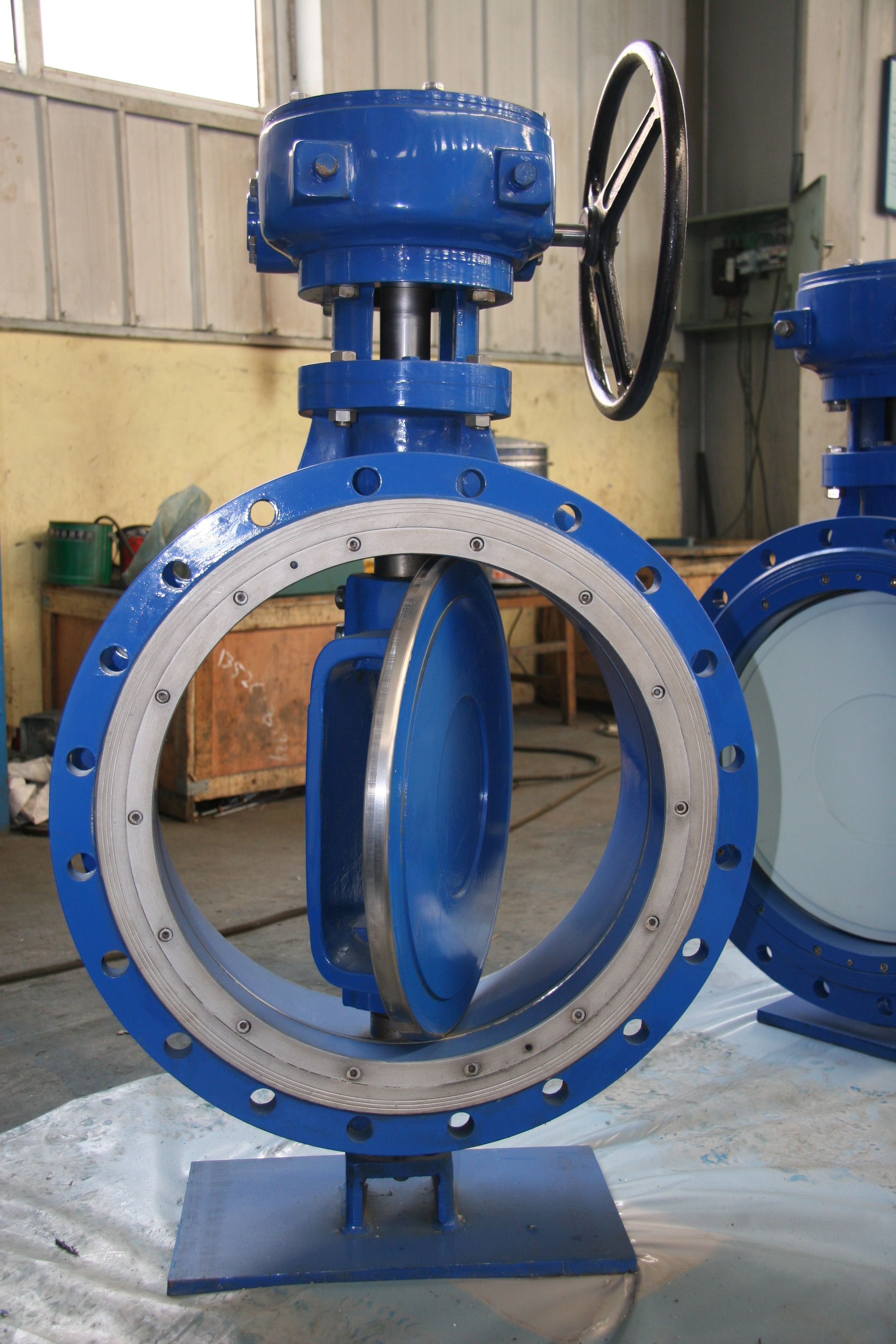
Exemplo de válvula borboleta produzida em ferro

A válvula borboleta  pode ser usada para isolar ou regular a vazão de uma rede. O elemento de vedação tem a forma de um disco, e seu acionamento pode ser realizado manualmente ou por mecanismos hidráulicos ou pneumáticos.
Essas válvulas permitem um fechamento rápido, uma vez que sua operação é a chamada 1/4 de volta. As válvulas borboleta são preferidas porque são mais baratas que outros modelos, além de serem mais leves requerendo suportes mais simples e ocupando menos espaço que as válvulas gavetas ou globo. O disco está posicionado no centro da válvula e, atravessando-o de um lado ao outro, há uma haste conectada a um atuador do lado de fora da válvula. A rotação do atuador faz o disco girar para uma posição paralela ou perpendicular ao fluxo. Ao contrário de uma válvula esfera, o disco está sempre presente dentro do fluxo, portanto uma queda de pressão é sempre induzida no fluxo, independentemente da posição da válvula.
No Brasil, existem diversas empresas que fabricam e comercializam válvulas borboleta. Entre elas: IMI Interativa em Sorocaba/SP, Zanardo Válvulas em Araçatuba/SP, Hidrail Válvulas em São Paulo, CSR Válvulas em Mogi Mirim/ SP, Foxwall em Cotia/SP, RTS Válvulas em Guarulhos/SP, Valloy, entre outras. Hoje, as válvulas borboleta são usadas nos mais diversos mercados geradores de energia, indústria alimentícia, papel e celulose, saneamento e tratamento de efluentes, entre outros.
Por ser uma válvula de princípio simples e fácil utilização, além de baixa manutenção, é usada em larga escala.

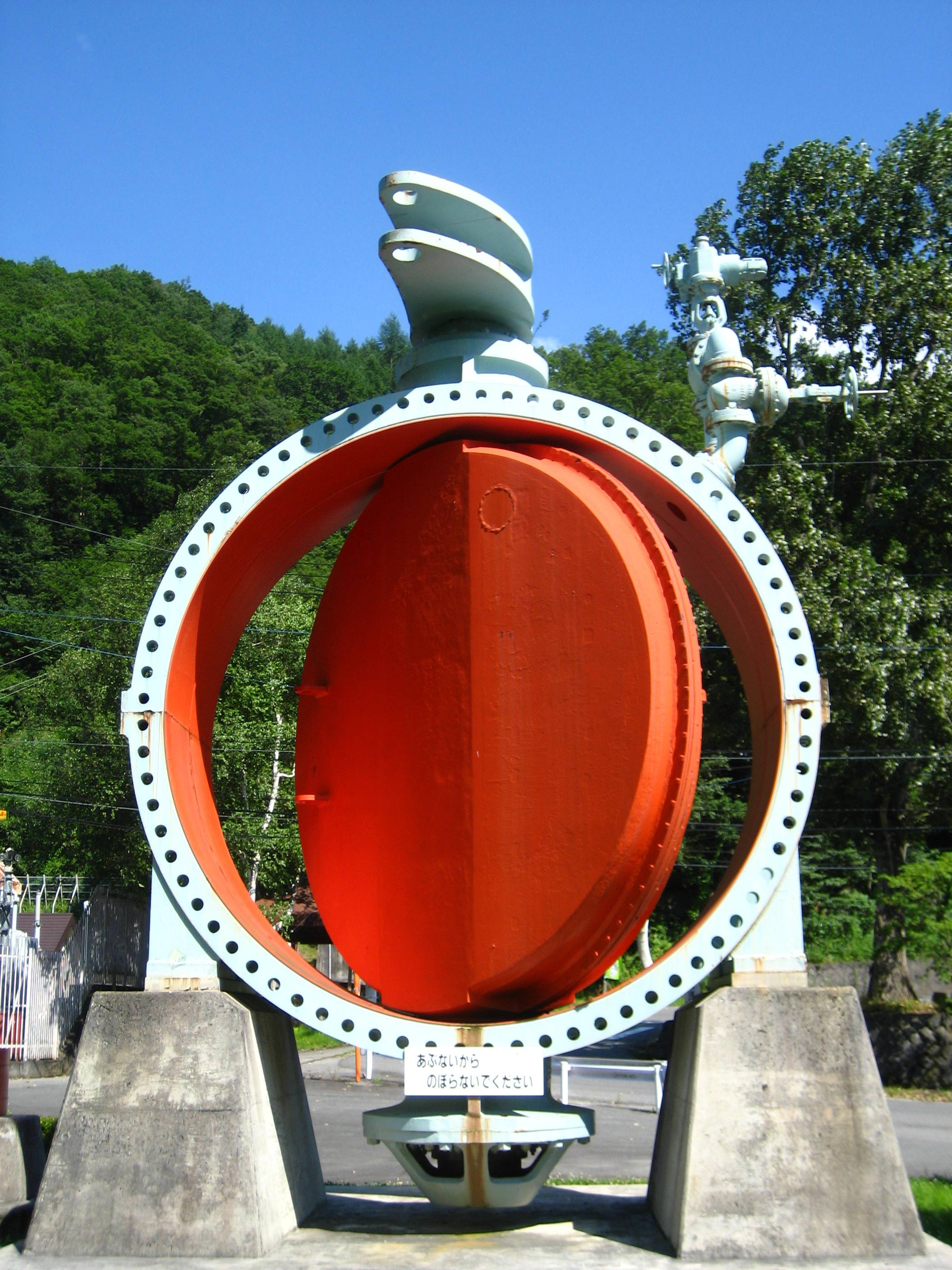
Grande válvula borboleta utilizada em uma usina hidrelétrica no Japão.

#### Tipos de construção e materiais
As válvulas borboleta podem ser fabricadas em diversos materiais, conforme a aplicação. O corpo pode ser de ferro fundido, aço inoxidável, alumínio ou PVC. O disco (elemento de bloqueio) pode ter revestimento especial para resistência química. Já a sede (vedação) costuma ser de EPDM, PTFE, NBR ou viton, cada uma adequada a diferentes faixas de temperatura, pressão e fluido.

#### Faixas de pressão e temperatura
Essas válvulas operam, em geral, em pressões de até 16 bar e temperaturas que variam entre –10 °C e 180 °C, dependendo dos materiais. Modelos especiais podem suportar temperaturas mais elevadas ou ambientes mais agressivos, como aplicações químicas ou vapor saturado.

#### Padrões e normas
Válvulas borboleta são fabricadas conforme normas como API 609, ISO 5752, MSS-SP-67 e EN 593, que definem dimensões, testes de estanqueidade e critérios de segurança. A obediência a essas normas garante compatibilidade com sistemas industriais e confiabilidade operacional.

#### Mecanismos de acionamento
O acionamento pode ser manual (por alavanca ou engrenagem), pneumático, elétrico ou hidráulico. Em sistemas automatizados, atuadores com retorno por mola ou controle proporcional são usados para garantir segurança e eficiência, especialmente em processos contínuos.

#### Comparativo com outros tipos de válvula
Já em relação a outros modelos de válvulas, comparada às válvulas gaveta ou globo, a borboleta é mais leve, compacta e de operação mais rápida. Embora não ofereça vedação tão precisa quanto válvulas de esfera em algumas aplicações, seu custo-benefício e versatilidade a tornam ideal para controle de grandes volumes em baixa ou média pressão.